# Блум, Норман
Норман Блум (21 марта 1921 — 3 февраля 1999) — американский художник. Творил в жанре абстрактного экспрессионизма. Практиковал также живопись действия.

## Биография
Блум родился в Чикаго, штат Иллинойс. Он изучал архитектуру в Арморском (ныне Иллинойском) технологическом институте, ученик Людвига Мис ван дер Роэ. Во время Второй мировой войны Норман служил в ВВС Армии США, а после её окончания решил не возвращаться к своим занятиям. Вместо этого он стал изучать искусство в Италии (во Флоренции в Academia de Belle Arte) и во Франции. В 1948—1956 жил в Париже. Там у Блума образовался широкий круг друзей, занимавшихся литературой, искусством и другими свободными профессиями. До 1956 состоял в браке с Клод Суврэйн. Затем он вернулся в США и в 1961 году женился на Каролин Огле. До 1969 пара жила в Нью-Йорке с двумя детьми, Давидом и Ниной. С 1970 по 1980 они жили в Милбруке, штат Нью-Йорк, а затем, с 1980 по 1987, в Ист-Хамптоне (в том же штате). После этого семья жила в Уоллингфорде, Вермонт, вплоть до смерти Нормана в 1999.

## Творчество
Критики позитивно воспринимали Блума. Его работы экспонируются в ряде крупных музеев. С другой стороны, он никогда не имел такого успеха, как некоторые знаменитые современники, например, Джоан Митчелл или Жан-Поль Риопель. Отчасти так сложилось потому, что Блум не хотел глубоко погружаться в мир коммерческого искусства. В 1999, незадолго до смерти художника, Рафаэль Рубинштейн из Art in America предсказал, что корпус его работ в XXI веке будет так же важен, как творчество Поля Сезанна стало в XX столетии.
Отлично зная искусство в целом и его историю, умея использовать человеческую фигуру, цвет и дух любви к жизни, Блум всю жизнь бросал самому себе вызовы и старался попробовать и освоить новые области творчества. Вместе со своим близким другом поэтом Фрэнком О’Харой они создали цикл картин-стихотворений.
В 2007 в Хьюстоне, штат Техас прошла крупная выставка работ Нормана Блума под названием The Late Paintings of Norman Bluhm.